# Libro rosso di Hergest
Il Libro rosso di Hergest (gallese: Llyfr Coch Hergest) è uno dei più importanti manoscritti gallesi medievali.

## Storia
Il manoscritto include componimenti sia in prosa che in poesia e fu scritto tra il 1382 e il 1410. Tra i molti amanuensi è stato identificato Hywel Fychan fab Hywel Goch di Buellt. Si sa che lavorò per Hopcyn ap Tomas ab Einion (ca. 1330-dopo il 1403) di Ynysforgan di Swansea ed è possibile che il manoscritto fosse compilato per lui. Il suo nome è stato suggerito dalla rilegatura in pelle rossa e dall'associazione con Hergest Court (Plas Hergest), sotto Hergest Ridge vicino a Kington nel Herefordshire, nelle Marche Gallesi, dal 1465 circa all'inizio del XVII secolo. Il manoscritto fu poi acquistato da Thomas Wilkins, un chierico e antiquario gallese. Dopo la sua morte nel 1699 fu donato al Jesus College di Oxford. Oggi è conservato alla Biblioteca Bodleiana (MS 111).

## Contenuto

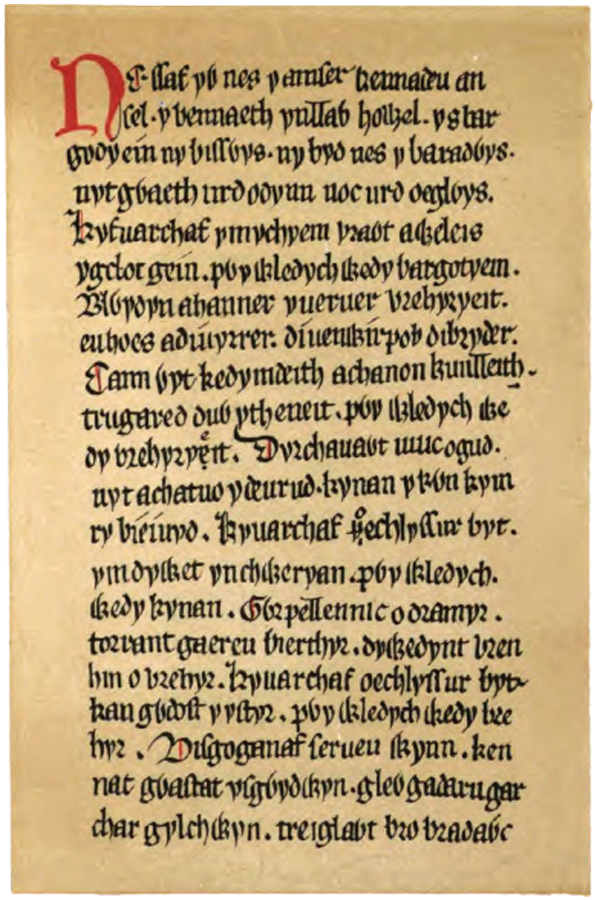
Libro rosso di Hergest. Facsimile di parte della colonna 579

La prima parte del manoscritto contiene prose: una versione del Mabinogion (l'altra è nel Libro bianco di Rhydderch), racconti, testi storici (compresa una traduzione in gallese della Historia Regum Britanniae di Geoffrey di Monmouth) e altri testi tra cui una serie di Triadi Gallesi. La seconda parte contiene poesie, specialmente del periodo della Poesia dei Principi (gallese: Gogynfeirdd o Beirdd y Tywysogion).
Il manoscritto contiene anche una raccolta di rimedi erboristici associati a Rhiwallon Feddyg, capostipite di una scuola di medicina che sopravvisse per 500 anni: "I Medici di Myddfai", dal villaggio di Myddfai appena fuori Llandovery.

## Influenza nella letteratura moderna
John Ronald Reuel Tolkien mutuò il titolo del Libro rosso di Westmarch, la leggendaria fonte medievale delle sue storie, dal Libro rosso di Hergest.